# New York State Route 8
New York State Route 8 is een noord-zuid state highway in de Amerikaanse staat New York. Ze loopt in een zuidwest-noordoostelijke richting naar het noorden van Lake George over een afstand van 330,8 km.
Het zuidelijke eindpunt van de weg bevindt zich ter hoogte van de New York State Route 10 in de stad Deposit. Het noordelijke eindpunt is gelegen op een kruising met de New York State Route 9N nabij de stad Hague. Ongeveer halverwege tussen de twee eindpunten passeert de weg door Utica, waar de weg overlapt met de New York State Route 5, de New York State Route 12 en de Interstate 790.